# Cheilotrichia (Empeda) minima
Cheilotrichia (Empeda) minima is een tweevleugelige uit de familie steltmuggen (Limoniidae). De soort komt voor in het Palearctisch gebied.